# Néo Gynekókastro
Néo Gynekókastro, en grec moderne : Νέο Γυναικόκαστρο, ou Néa Dímitra (Νέα Δήμητρα), est un village du dème de Kilkís de Macédoine-Centrale en Grèce.
Selon le recensement de 2011, la population du village s'élève à 578 habitants.